# QVC 10
QVC 10 è il dodicesimo mixtape del rapper italiano Gemitaiz, pubblicato il 15 dicembre 2023 dalle etichette Tanta Roba e Island.

## Descrizione
Il mixtape è stato annunciato da Gemitaiz il 27 novembre 2023 tramite un post su Instagram. L'11 dicembre è stato pubblicato sul canale YouTube ufficiale del rapper un videoclip contenente estratti delle tracce La Merce Più Buona, Jeffrey e Ballon d'Or.
QVC 10 vanta featuring quali Jay1, Fabri Fibra, MadMan, MV Killa, Yung Snapp, Ketama126, Emis Killa, Guè, Massimo Pericolo, Nayt, Jake la Furia, Franco126, Lil Kvneki, Ensi, Nerone, Vegas Jones, Jack the Smoker, Rome Fortune, DJ Shocca e Mace. Inoltre, contiene produzioni curate da svariati produttori e dallo stesso Gemitaiz.

## Tracce
Testi e musiche di Davide De Luca eccetto dove indicato.
1. Intro – 2:14
2. Without You (feat. Jay1) – 3:10 (testo: Davide De Luca, Alfonso Climenti, Flavio Ranieri, Jason Andrè Juami – musica: Mixer T, Sine)
3. Jeffrey – 2:02 (musica: Mixer T, PK)
4. Restiamo Soli (feat. Fabri Fibra) – 3:16 (testo: Davide De Luca, Fabrizio Tarducci, Andrea Ciaudano – musica: DJ 2P)
5. Vibes – 2:13 (musica: Sine)
6. Goal (feat. MadMan) – 3:09 (testo: Davide De Luca, Pierfrancesco Botrugno, Marco De Pascale – musica: Ombra)
7. Met Gala (feat. MV Killa & Yung Snapp) – 3:20 (testo: Davide De Luca, Antonio Lago, Flavio Ranieri, Marcello Valerio – musica: Yung Snapp, Mixer T)
8. Persi (feat. Ketama126) – 3:20 (testo: Davide De Luca, Filippo Gallo, Flavio Ranieri, Piero Baldini – musica: Mixer T, PK)
9. La Merce Più Buona (feat. Emis Killa & Guè) – 4:03 (testo: Davide De Luca, Emiliano Giambelli, Cosimo Fini)
10. Il Salto (feat. Massimo Pericolo) – 2:45 (testo: Davide De Luca, Alessandro Vanetti, Florian Sergola – musica: Il Tre)
11. Ballon d'Or (feat. Nayt) – 3:06 (testo: Davide De Luca, William Mezzanotte)
12. La Ballata Del Dubbio Pt.4 - Final Act – 3:24 (testo: Davide De Luca, Daniele Dezi, Daniele Mungai, Flavio Ranieri, Riccardo Cardelli – musica: Frenetik&Orang3, Mixer T)
13. La Bibbia (feat. Jake La Furia) – 2:37 (testo: Davide De Luca, Alfonso Climenti, Francesco Vigorelli – musica: Sine)
14. Colpevole (feat. Franco126, Lil Kvneki) – 2:59 (testo: Davide De Luca, Federico Bertollini, Giuseppe Bartolini, Alfonso Climenti, Alessio Aresu – musica: Sine)
15. Noodles – 1:52 (musica: PK)
16. Coppa Italia (feat. Ensi & Nerone) – 2:32 (testo: Davide De Luca, Jari Ivan Vella, Massimiliano Figlia)
17. Liscio (feat. Vegas Jones) – 2:12 (testo: Davide De Luca, Filippo Gallo, Matteo Privitera – musica: PK)
18. Jesus (feat. Jack the Smoker) – 2:35 (testo: Davide De Luca, Giacomo Giuseppe Romano)
19. Presidential (feat. Rome Fortune) – 3:08 (testo: Davide De Luca, Filippo Gallo, Flavio Ranieri, Jerome Raheem Fortune – musica: Mixer T, PK)
20. Non Ti Vedo Più – 3:16 (musica: DJ 2P, AdMa)
21. Hip Hop Snippet (feat. DJ Shocca) – 2:13 (musica: DJ Shocca)
22. Natura Morta (Outro) (feat. Mace) – 2:36 (musica: Mace)

## Classifiche

### Classifiche di fine anno
| Classifica (2024) | Posizione |
| ----------------- | --------- |
| Italia            | 57        |